# Tuakana wiltoni
Tuakana wiltoni är en spindelart som beskrevs av Forster 1970. Tuakana wiltoni ingår i släktet Tuakana och familjen Desidae. Inga underarter finns listade i Catalogue of Life.